# Cuarto (Ponce)
Cuarto es un barrio ubicado en el municipio de Ponce en el estado libre asociado de Puerto Rico. En el Censo de 2010 tenía una población de 1999 habitantes y una densidad poblacional de 4.621,67 personas por km².

## Geografía
Cuarto se encuentra ubicado en las coordenadas 18°0′27″N 66°36′39″O / 18.00750, -66.61083. Según la Oficina del Censo de los Estados Unidos, Cuarto tiene una superficie total de 0.43 km², de la cual 0.42 km² corresponden a tierra firme y (2.4%) 0.01 km² es agua.

## Demografía
Según el censo de 2010, había 1999 personas residiendo en Cuarto. La densidad de población era de 4.621,67 hab./km². De los 1999 habitantes, Cuarto estaba compuesto por el 74.94% blancos, el 17.01% eran afroamericanos, el 0.95% eran amerindios, el 4.3% eran de otras razas y el 2.8% pertenecían a dos o más razas. Del total de la población el 98.85% eran hispanos o latinos de cualquier raza.